# 別林斯高晉角
54°3′S 37°14′W / 54.050°S 37.233°W
別林斯高晉角（英語：Bellingshausen Point）是南極洲的海岬，位於島嶼灣，在1912至1913年被繪入地圖，以沙皇俄國海軍軍官法比安·戈特利布·馮·別林斯高晉命名。